# Румольд Мехеленский
Святой Румольд (или Румбольд, лат. Rumoldus, нидерл. Rombout, фр. Rombaut) — ирландский или шотландский христианский миссионер, хотя его происхождение точно неизвестно. Мученик, святой покровитель Мехелена, где находится Собор Святого Румольда и рака с мощами святого.
День памяти — 24 июня (католичество и православие), 3 июля (Ирландия).

## Жизнь
Предполагается, что Румольд был рукоположён в сан епископа в Риме. Ирландский хронист Аод Буйде Мак ан Баирд (ок. 1590—1635) утверждал, что Румольд родился в Ирландии. Также есть предположения, что Румольд был епископом Дублина, сыном шотландского короля и братом святого Химелина. Возможно он служил под началом святого Виллиброрда в Нидерландах и Брабанте и был близким спутником отшельника Гуммара.
Житие Румольда была написана приблизительно в 1100 году Теодориком, приором аббатства Синт-Трёйдена. В нём сообщается, что святой был убит в 775 году недалеко от Мехелена двумя мужчинами, которых осудил как язычников. Тем не менее, области вокруг Мехелена стали христианскими много ранее. В 2004 году углеродное исследование останков, предположительно принадлежащих святому Румольду, показало дату смерти между 580 и 655 годами. Учитывая это, Румольд был скорее гиберно-шотландским, чем англосаксонским миссионером, и никак не современником святых Виллиброрда, Химелина и Гуммара.